# Lika (rijeka)
Lika je rijeka ponornica u Hrvatskoj. Njezin površinski tok teče kroz Ličko polje.

## Opis
Približna površina porječja Like iznosi 1570 četvornih kilometara. Lika izvire u podnožju Velebita na nadmorskoj visini od 596 metara. U svojem toku prima vode Jadove, Novčice, Otešice i niza manjih pritoka. Lika je najveća lička ponornica s dužinom od 78 km. Glavni njezini pritoci su Novčica i Otešica (lijevi) i Glamočnica i Jadova (desni). Lika je odsječena od ponora u Lipovu polju u kojima je ponirala spojena s rijekom Gackom. Poznatija građevina na rijeci je Kosinjski most.

## Jezero Kruščica
Nedaleko od Ličkog polja g. 1966. stvoreno je umjetno akumulacijsko jezero Kruščica s osamdeset metara visokom branom, u čijim se dubinama nalazi potopljeno selo Kruščica s crkvom svetog Ilije. Za potrebe izgradnje hidroelektrana, stanovništvo sela Kruščica je iseljeno, a oltar crkve sv. Ilije preseljen je u mjesto Aleksinicu, gdje je i danas. Napravljena je i zajednička grobnica, a spomenik za više od tristotinjak mrtvih nalazi se nedaleko jezera kod mjesta Vaganac.

## Sport
Veslačka regata na rijeci Lici održava se u Ćojluku od 2004.

## Vanjske poveznice
- Službene stranice grada Gospića  Arhivirana inačica izvorne stranice od 23. rujna 2009. (Wayback Machine)